# Херрем, Гейр Андре
Гейр Андре Херрем (норв. Geir André Herrem; 28 января 1988, Брюне) — норвежский футболист, нападающий.

## Биография
Воспитанник клуба «Брюне». Взрослую карьеру начинал в клубе «Ольгор», игравшем в низших дивизионах Норвегии. В 2010 году вернулся в «Брюне», выступавший во втором дивизионе, забил за сезон 10 голов и вошёл в десятку лучших снайперов турнира. В первой половине 2011 года играл в третьем дивизионе Германии за «Бабельсберг».
Летом 2011 года перешёл в таллинскую «Флору». За полсезона сыграл 9 матчей и забил один гол в чемпионате Эстонии и стал со своим клубом чемпионом страны. Также принял участие в двух матчах Кубка Эстонии, забив 4 гола, и в одной игре Лиги чемпионов.
В 2012 году вернулся в Норвегию и провёл один сезон во втором дивизионе за «Брюне». Затем несколько лет играл в третьем дивизионе за «Видар» и «Фюллингсдален». В 2013 году, выступая за «Видар», забил 21 гол и стал вторым бомбардиром зонального турнира третьего дивизиона. Летом 2015 года перешёл в клуб второго дивизиона «Осане», сначала на правах аренды, за полсезона забил 7 голов в 15 матчах и помог клубу удержаться в лиге. В начале 2016 года подписал постоянный контракт с «Осане». В 2016 году забил 14 голов (4-е место среди бомбардиров), в 2017 году — 11 голов (десятое место).
В 2018 году 30-летний футболист перешёл в «Будё-Глимт» и сыграл свои первые матчи в высшем дивизионе Норвегии. В сезоне 2018 года сыграл 16 матчей, во всех из них выходил на замены, преимущественно на последних минутах, и забил один гол. В 2019 году стал играть в стартовом составе и за полсезона отличился 6 раз. «Будё-Глимт» в итоге стал серебряным призёром чемпионата 2019 года.
Летом 2019 года форвард перешёл в «Кальмар», игравший в высшем дивизионе Швеции. За полтора сезона принял участие в 21 матчах и забил один гол. «Кальмар» в обоих сезонах финишировал в зоне вылета и участвовал в переходных матчах, где оба раза смог отстоять место в высшей лиге, норвежец сыграл в плей-офф 4 матча и забил 2 гола.
В 2021 году вернулся на родину и провёл один сезон за «Осане» во втором дивизионе. По окончании сезона завершил карьеру.

## Достижения
- Чемпион Эстонии: 2011

## Личная жизнь
Отец, Гейр Херрем-старший (род. 1955) также был футболистом, играл в высшем дивизионе Норвегии и еврокубках. Двоюродная сестра — гандболистка, олимпийская чемпионка Камилла Херрем.